# Droit hawaïen

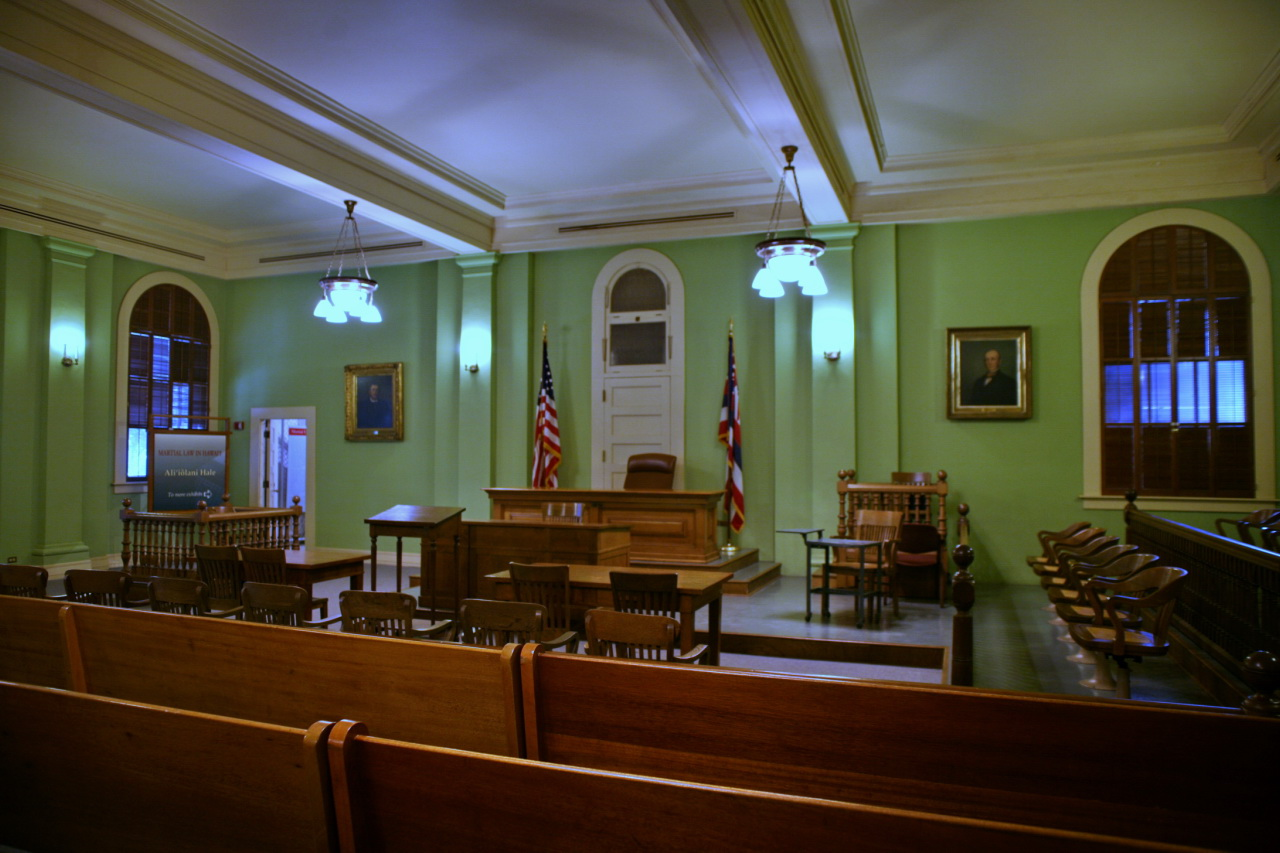
La salle d'audience de la Cour suprême d'Hawaï.

Le droit hawaïen est l'ensemble des normes et des façons de régler les litiges dans cet État des États-Unis. Son histoire est marquée par la tension entre le développement d'un modèle de droit imité de la common law et les nombreuses spécificités de l'archipel. Le droit autochtone kānaka maoli influence fortement certains domaines du droit de l'État d'Hawaï, comme le droit foncier ou les initiatives de justice réparatrice.

## Histoire
L'histoire du droit hawaïen remonte au système kapu (en), bouleversé par l'apparition du Royaume d'Hawaï qui met en place un système judiciaire à l'européenne avant la prise de pouvoir des États-Unis au tournant du XXe siècle. Après une période en tant que territoire organisé, Hawaï devient le 50e État dans la seconde moitié du siècle.

### Histoire ancienne
L'archéologie et les traditions orales d'Hawaï permettent de retracer certains aspects de l'histoire du système kapu, une série de lois interdisant certaines activités ou instaurant des séparations sociales. Le kapu est la version hawaïenne du tapu, un concept retrouvé dans les autres cultures polynésiennes et qui est lié à la religion traditionnelle. Les kapu sont édictés par les chefs, qui à l'époque de l'arrivée des Européens sont les nobles ali'i, mais les communautés populaires makaʻāinana n'obéissent pas aveuglément à ces lois et participaient à négocier les normes.
En 1778, James Cook viole le droit international tel que conçu à l'époque par les juristes européens en capturant Kalaniopu'u, souverain de Hawaï.

### Royaume d'Hawaï

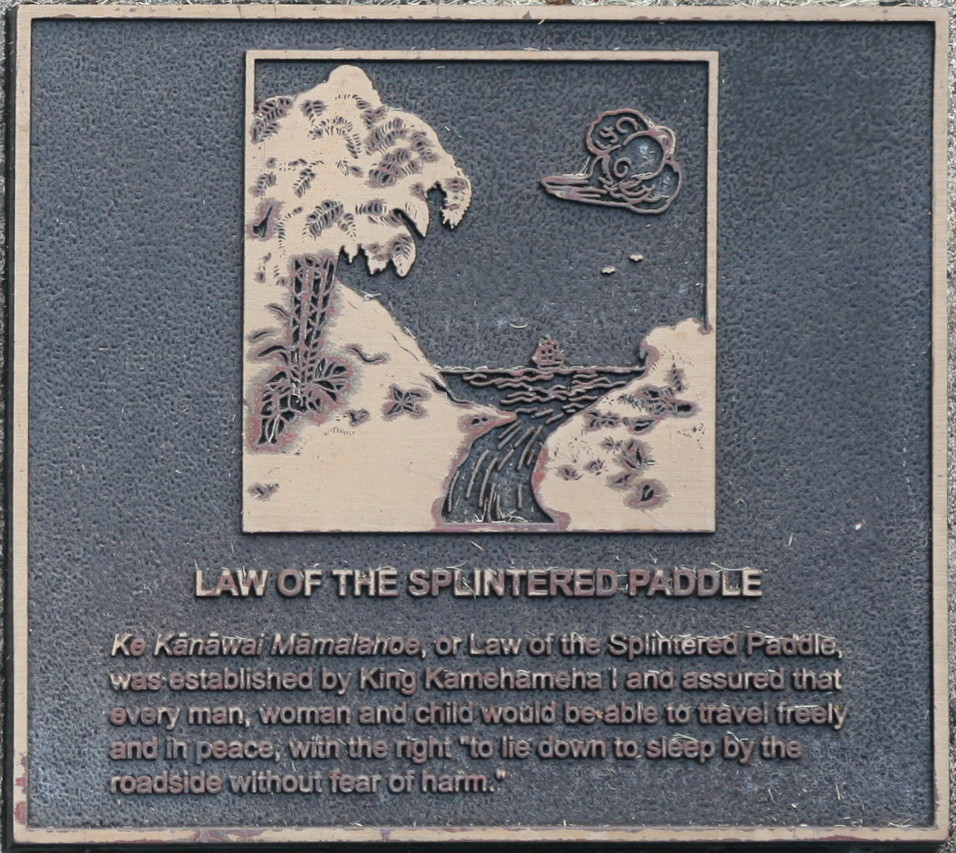
Une plaque présentant l'histoire du Kānāwai Māmalahoe, un principe juridique reconnu par Kamehameha Ier puis consacré dans la.

Entre 1825 et 1850, une série de changements rapides bouleverse les manières de penser les normes au sein de la société hawaïenne. La conversion des élites au christianisme s'accompagne d'une abolition des interdits religieux puis d'une grande redistribution des terres qui encourage la propriété privée. La culture juridique imite de plus en plus les manières de faire britanniques et américaines.

#### Abolition du kapu

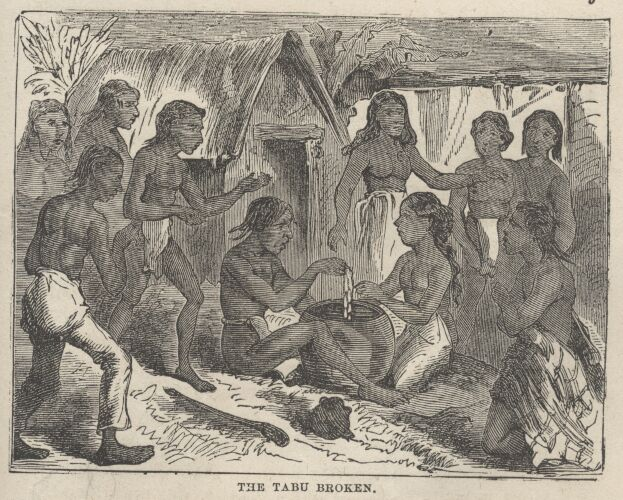
Une illustration représentant un homme et une femme brisant le ai kapu dans À la dure de Mark Twain.

En 1819, Keōpūolani et Kaʻahumanu décident d'abolir le 'ai kapu, le kapu qui exige que les hommes et les femmes mangent séparément, en convaincant des hommes de s'asseoir à leur table. Cet évènement rallie de nombreuses cheffes et chefs, qui choisissent alors aussi d'abolir ce kapu et le principe de la légitimité religieuse des lois. Cependant, une faction rebelle se forme sur Big Island. Au couronnement de Kamehameha II, Kaʻahumanu aurait expliqué son choix ainsi:

« Si vous voulez continuer à observer les lois de mon père, c'est de bon droit et nous ne vous maltraiterons pas. Pourtant en ce qui me concerne, moi et les miens avons l'intention d'être libérés des tapu. Nous voulons que la nourriture du mari soit la nourriture de la femme et soit cuite dans le même four, et qu'elle soit autorisée à manger dans la même calebasse. Nous avons l'intention de manger du porc, des bananes et des noix de coco, et de vivre comme le font les Blancs. Si vous êtes d'un autre avis, vous êtes libre de faire à votre guise, mais en ce qui me concerne, moi et les miens voulons résolument être libres. »

Entre mai et octobre 1825, les ali'i proclament un nouveau kapu qui interdit la prostitution, afin d'arrêter les relations sexuelles rémunérées entre marins européens et femmes hawaïennes. Cela cause de nombreuses plaintes indignées de la part des navigateurs, qui accusent les missionnaires d'avoir rendu les autochtones puritains, alors qu'en réalité l'instauration de ce kapu était motivée par une volonté de protéger et contrôler les femmes hawaïennes.

#### De l'établissement des plantations au coup d'État de 1893
Le nouveau système judiciaire joue un rôle crucial dans le développement des plantations de canne à sucre à Hawaï dans la seconde moitié du XIXe siècle. En effet, les tribunaux permettent aux capitalistes des Big Five (en) de contrôler leurs ouvriers agricoles, et contribuent aussi à la stabilité politique au sein du secteur agricole en canalisant les revendications des travailleurs. En 1850, le royaume publie une loi calquée sur les Master and Servant Acts. Le statut juridique des travailleurs chinois, japonais et coréens varie en fonction des relations internationales.
En 1850, le Royaume copie le Code pénal du Massachusetts. Celui-ci contient notamment le crime de sodomie hérité du droit colonial britannique, qui est alors traduit en hawaïen par l'expression moe aikane. Entre 1850 et 1870, les affaires de délits sexuels représentent entre un quart et deux tiers des procès traités par les tribunaux d'Hilo, puis dans les années 1870, cette proportion décroît pour ne plus atteindre que 5% des arrestations en 1886. Dès lors, les tribunaux sont plutôt affairés à traiter des délits d'ivresse, de jeu d'argent, de combat de coqs ou de violation des contrats de travail. Par ailleurs, alors que les inculpés entre 1850 et 1870 sont surtout des autochtones hawaïens, à partir de 1870, les travailleurs immigrés deviennent le groupe le plus traité par le système judiciaire et policier.
En 1865, une loi criminalise les lépreux.
Au long du XIXe siècle, les juges hawaïens caractérisent de plus en plus les traditions juridiques hawaïennes sur l'adoption et l'héritage comme des « coutumes » ayant vocation à être codifiées et remplacées par le droit positif établi par les organes législatifs de la monarchie constitutionnelle. Ce faisant, ils adoptent petit à petit une vision raciste du droit selon laquelle la culture hawaïenne appartient à une race inférieure qui doit se civiliser pour être assimilée dans la culture blanche des États-Unis.

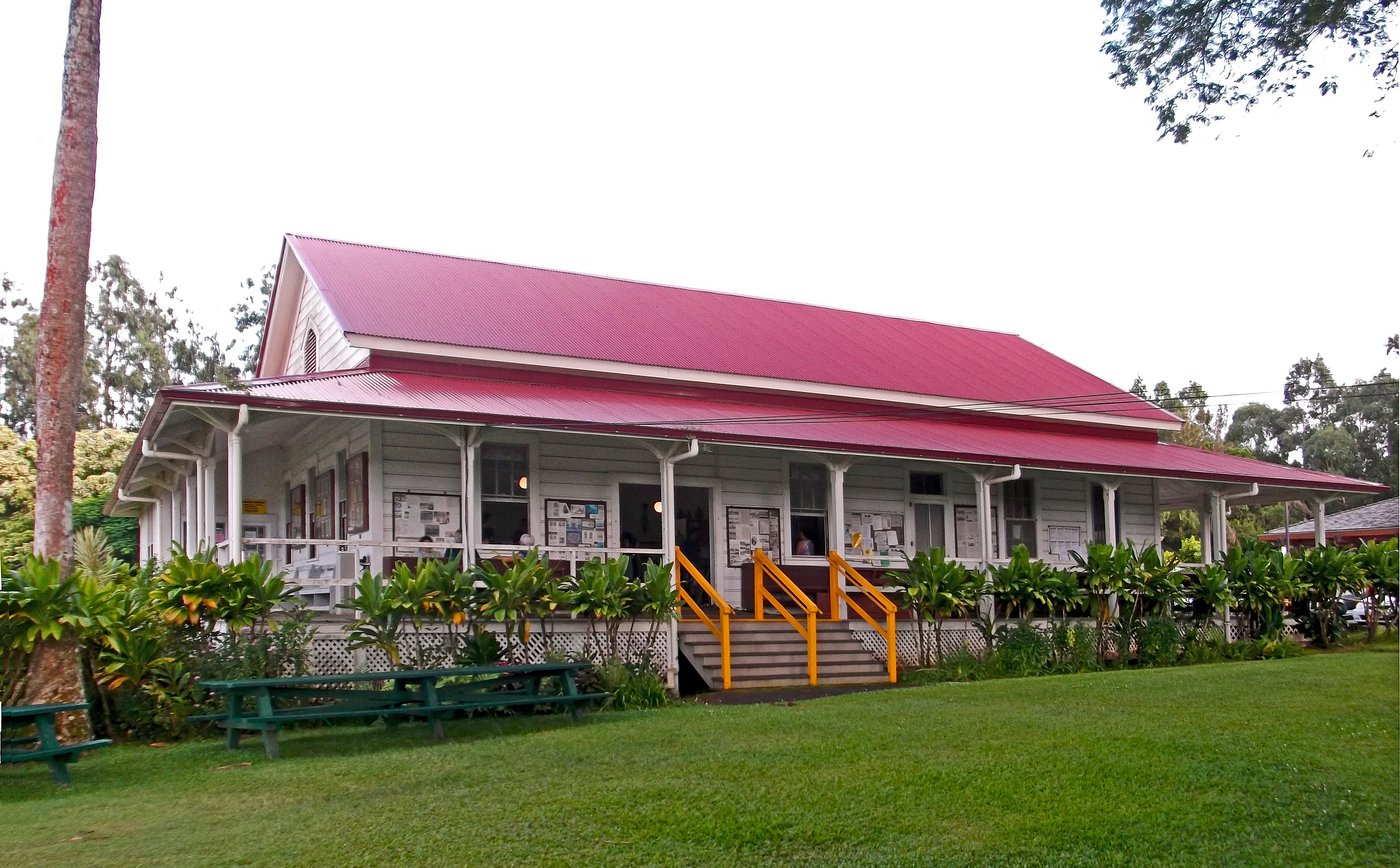
Le Palais de justice du district de Kohala à Kapa'au (en) est construit en 1889 dans le style des plantation house (en) hawaïennes.
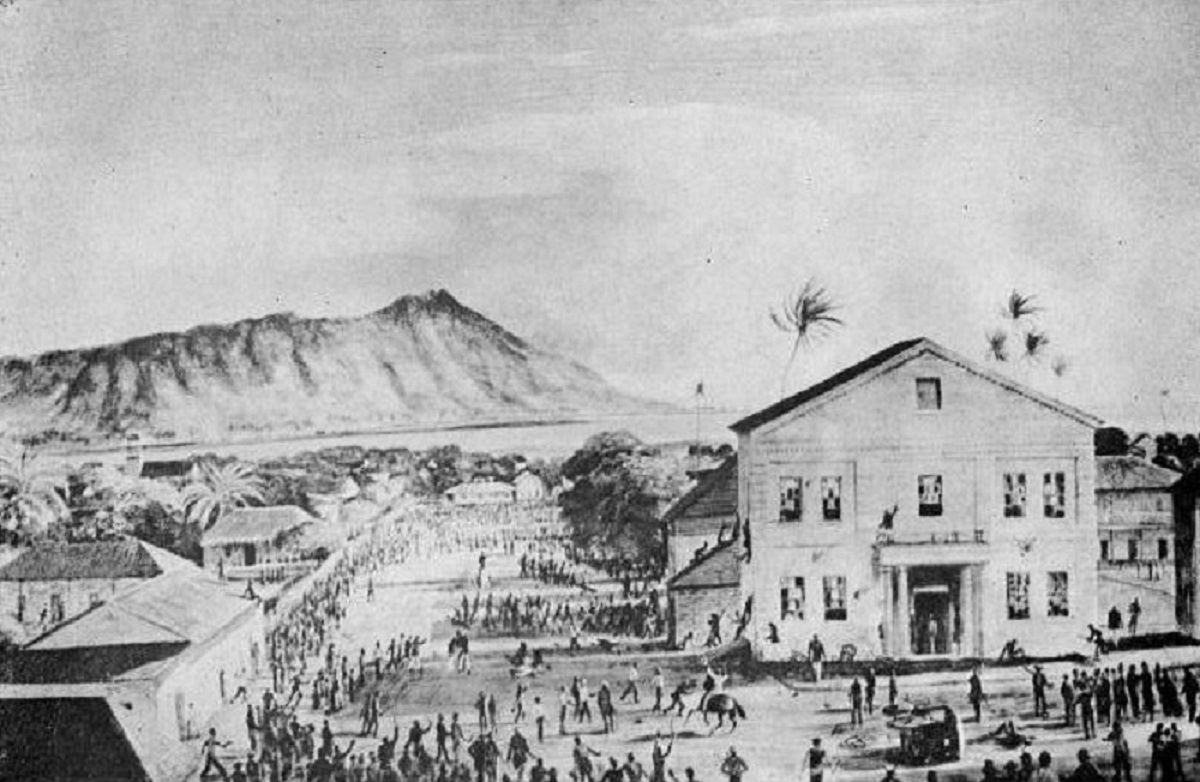
L'émeute du tribunal de Honolulu (en) en 1874, dans laquelle des partisans d'Emma d'Hawaï contestent l'élection de Kalākaua.
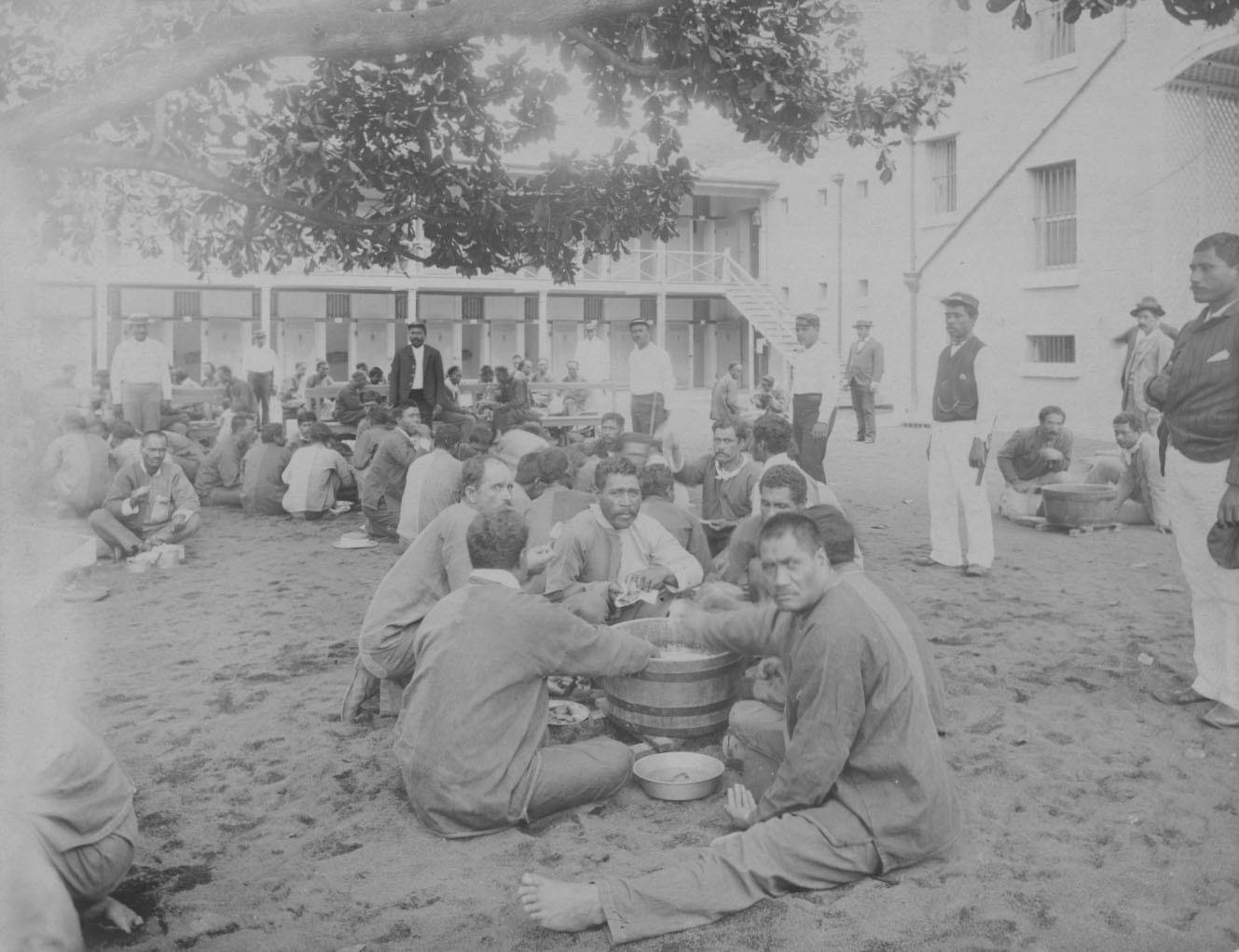
Des prisonniers à Oahu en 1888.

### Occupation américaine
Après le renversement du royaume d'Hawaï, de nombreux Hawaïens et la reine font valoir l'illégalité de ce coup d'État,,.
En 1925, le Royaume-Uni tente d'assigner en justice les États-Unis afin d'obtenir des dédommagements pour des emprisonnements abusifs de citoyens britanniques qui auraient eu lieu sous le règne des souverains hawaïens. Le gouvernement américain rejette toute responsabilité.

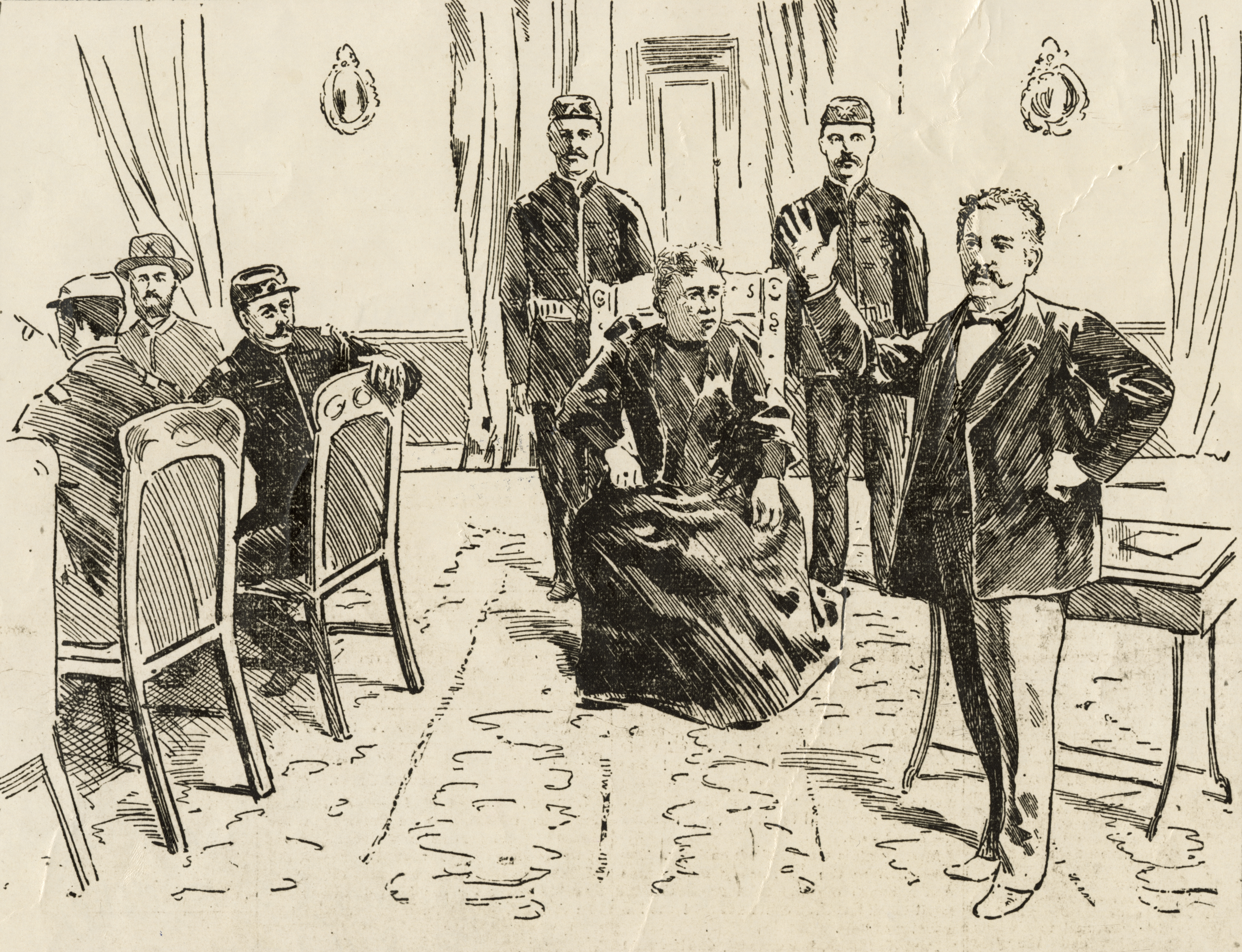
En 1895, un tribunal militaire condamne la reine Liliʻuokalani pour haute trahison à cause de son rejet du traité de libre-échange de 1875.
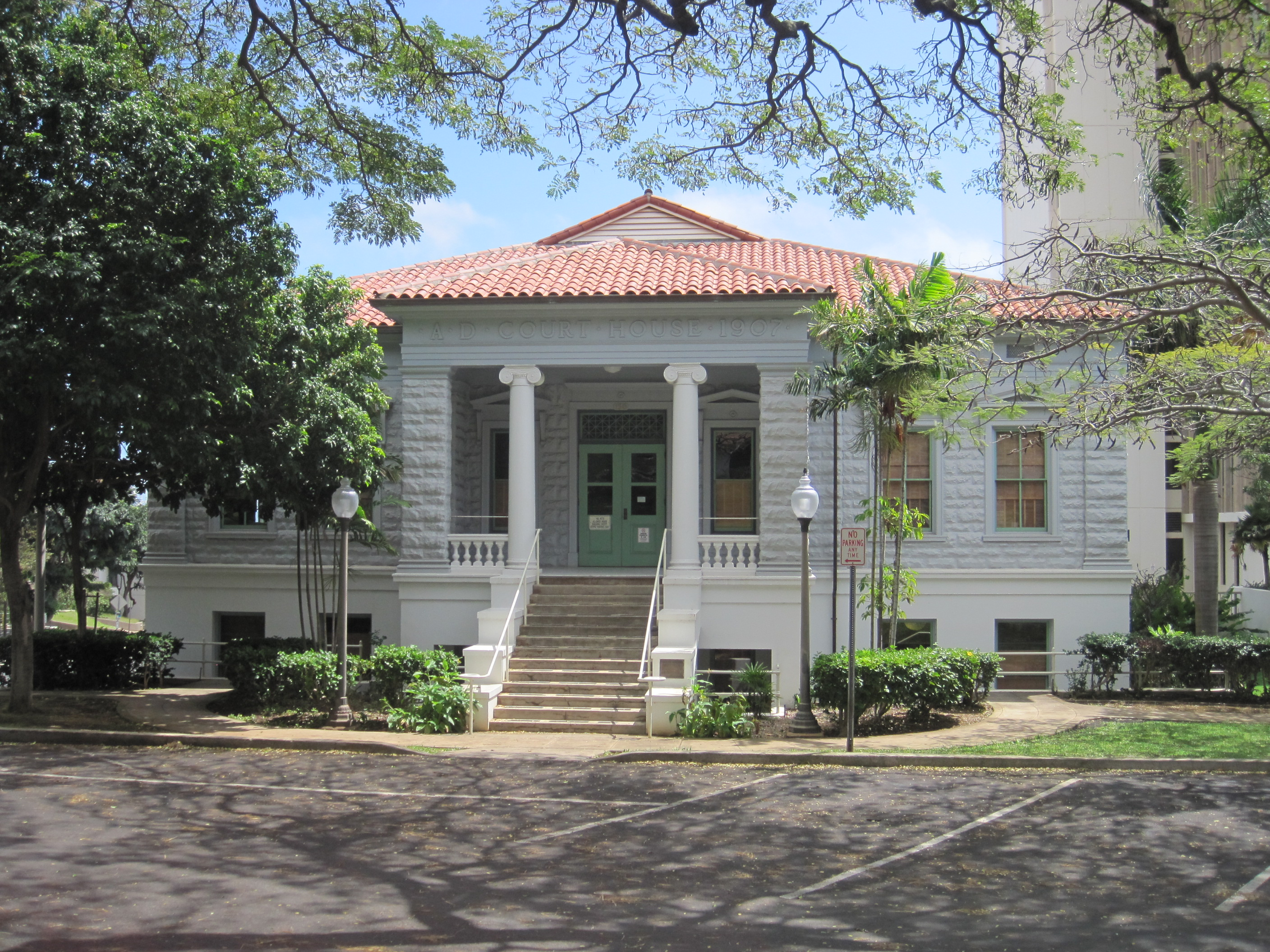
L'actuel musée et bureau du procureur à Wailuku est construit en tant que tribunal en 1907 dans le style Beaux-Arts.

#### Affaire Massie

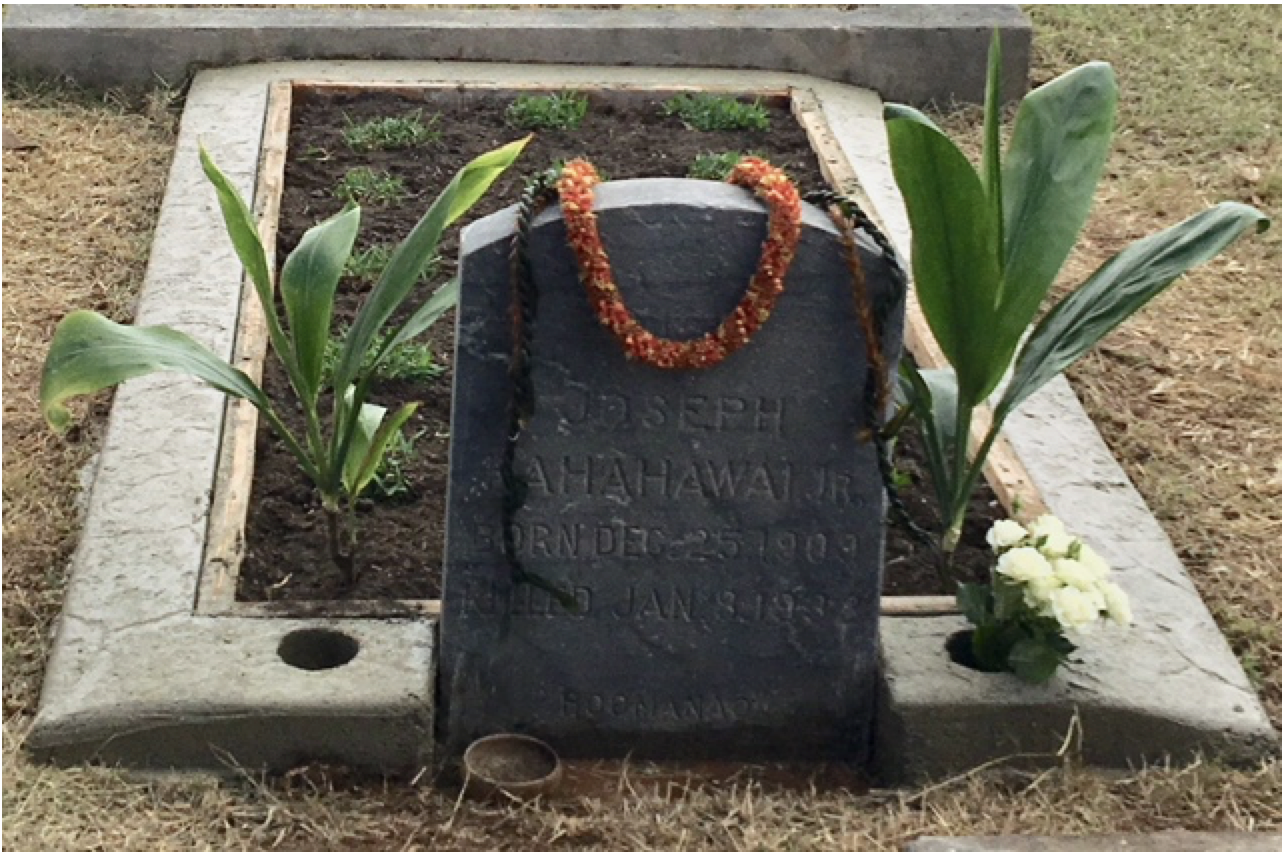
La tombe de Joseph Kahahawai dans le quartier de Kalihi à Honolulu.

En 1931 et 1932, l'affaire Massie (en) fait scandale à Hawaï et constitue le jalon historique à partir duquel le terme de « local » commence à être largement utilisé à Hawaï pour regrouper les autochtones et les travailleurs immigrés asiatiques et les opposer aux haole. Thalia Massie, une femme blanche épouse d'un lieutenant de la Navy, accuse cinq prolétaires autochtones et japonais de la banlieue de Honolulu de l'avoir violée dans le quartier de Waikiki en septembre 1931. Le jury acquitte les cinq hommes. En décembre 1931, un groupe de soldats de la Navy capture Horace Ida, un des cinq hommes blanchis par la justice, le passent à tabac et le jettent presque du haut de la falaise de Pali. La mère de Thalia Massie, Grace Fortescue (en), arrive de New York et, accompagnée de son mari et de deux hommes blancs de la Navy, kidnappe en janvier 1932 Joseph Kahahawai Jr. (en), Hawaïen autochtone de 20 ans et un des cinq hommes innocentés, pour tenter de lui extorquer des aveux. N'y parvenant pas, un des membres du groupe tue Kahahawai d'un coup de feu au cœur. Les quatre sont alors trainés en justice et jugés coupables de meurtre par un jury, mais leur procès et leur défense par l'avocat Clarence Darrow leur a acquis un immense soutien au sein de l'opinion publique blanche des États-Unis du continent. Quelques minutes seulement après le verdict de 10 ans de travaux forcés, le gouverneur Lawrence M. Judd réduit la peine des quatre coupables à une journée de prison symbolique. Une semaine plus tard, la famille Massie-Fortescue et tous les hommes de la Navy impliqués dans l'affaire quittent l'archipel et n'y reviendront jamais. Au sein de la population hawaïenne, l'impunité des quatre haole fait scandale et constitue durablement dans la culture populaire un symbole d'injustice. Jusque dans les années 1950, certaines personnalités importantes continuent d'affirmer que Kahahawai et ses compagnons étaient en fait bien coupables, mais dans les décennies qui suivent, leur innocence finit par faire consensus.

#### Seconde Guerre mondiale

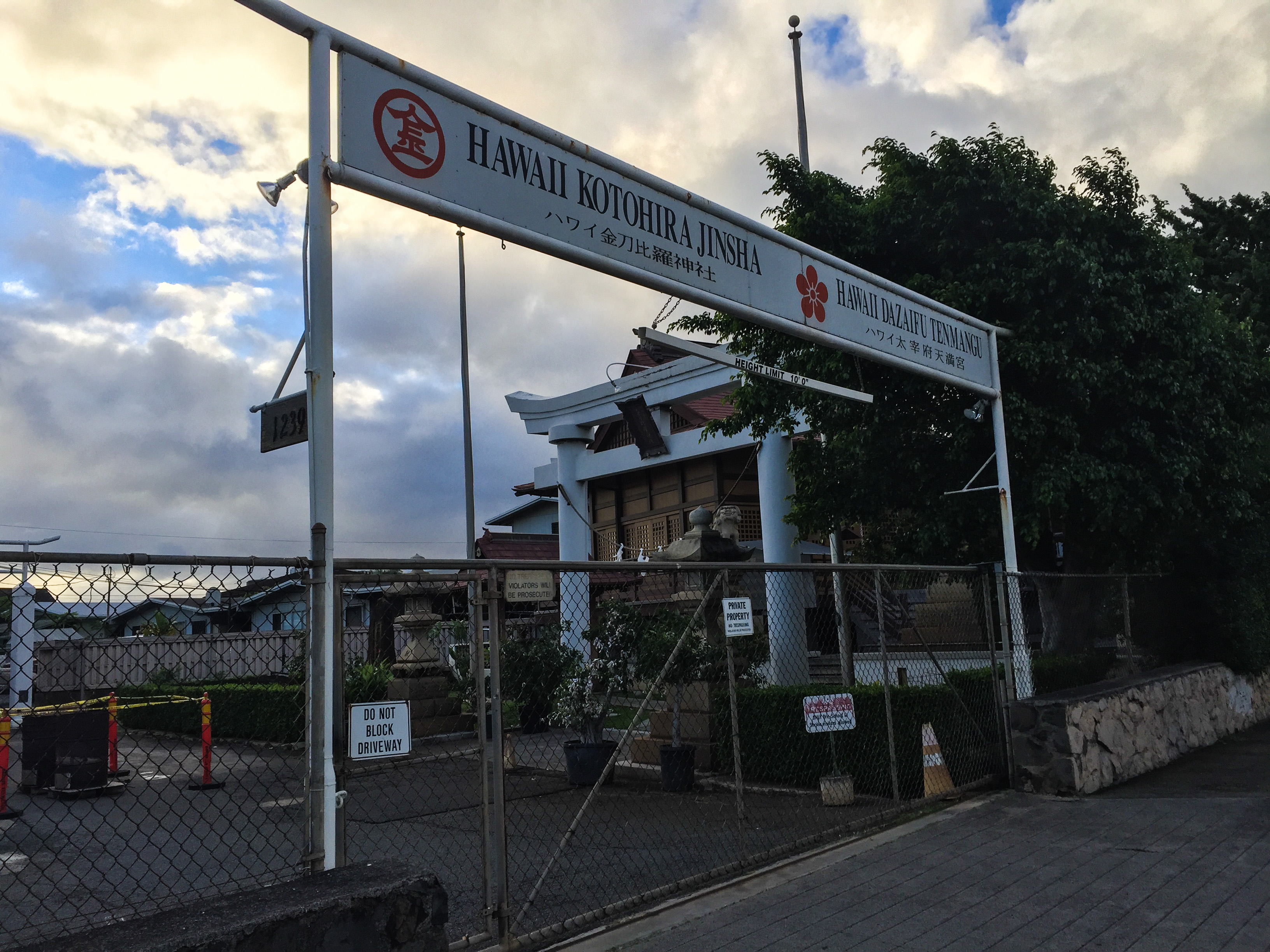
À travers l'affaire ', ce sanctuaire shinto devient un symbole de la contestation de la loi martiale à Hawaï.

Entre 1941 (attaque de Pearl Harbor) et 1944, le gouvernement des États-Unis déclare la loi martiale à Hawaï, et de nombreux civils, y compris des citoyens Japonais-Américains, sont jugés par des tribunaux militaires de manière illégale, comme le reconnaitra l'arrêt Duncan c. Kahanamoku (en) en 1946.
Entre 1951 et 1953 dans l'affaire dite des Hawaii 7, sept syndicalistes sont trainés en justice par le parquet pour communisme, faisant ainsi écho au procès de New York (en) intentés contre des cadres du parti communiste en application du Smith Act. Contrairement au reste des États-Unis, les syndicats hawaïens parviennent à remporter le rapport de force et à faire cesser la répression maccarthyste envers les 7 représentants.
En 1957, la peine de mort à Hawaï est abolie.

### État des États-Unis

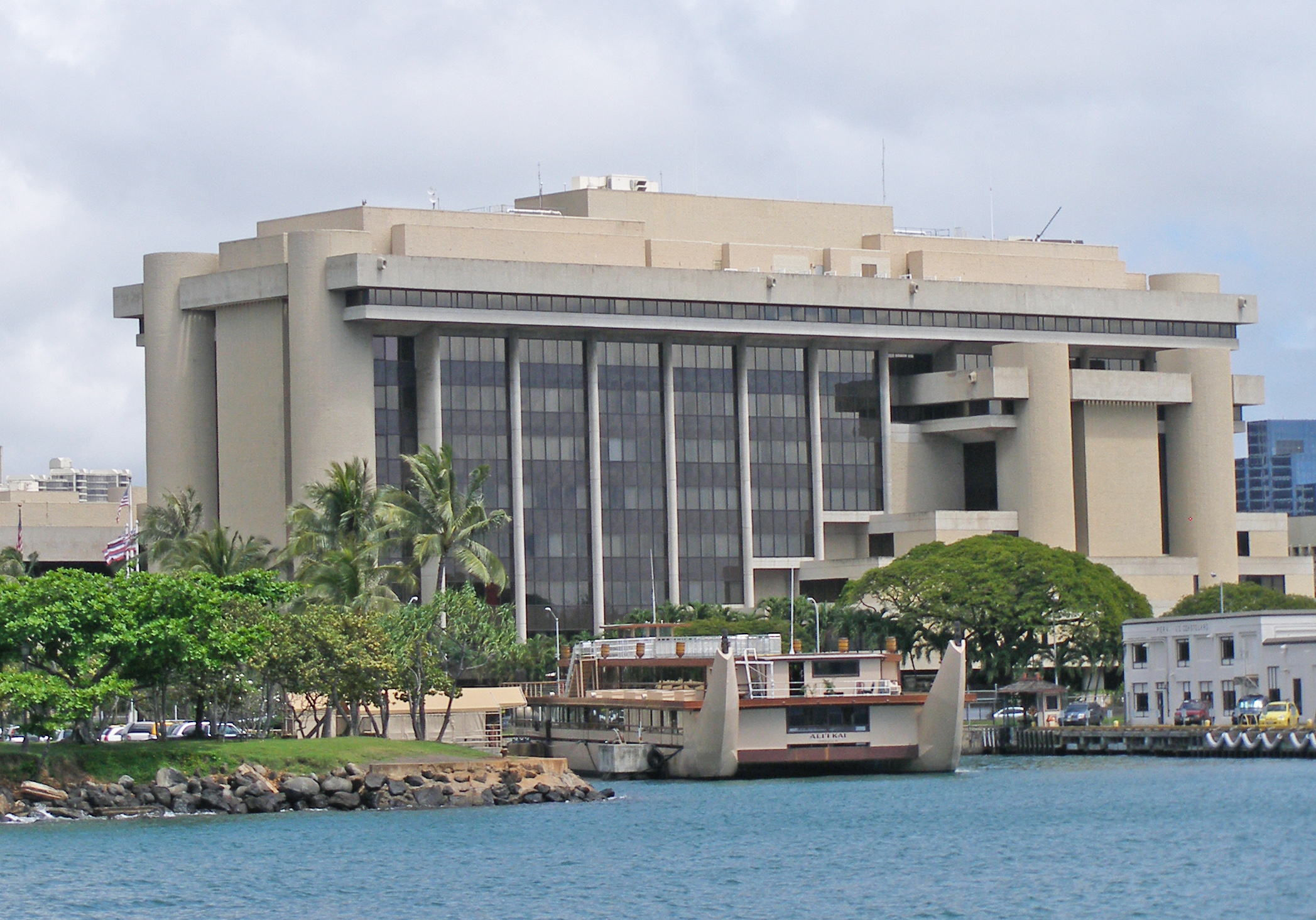
Le Prince Kuhio Federal Building, construit en 1977, héberge la justice fédérale.

En 1970, Hawaï devient le premier État des États-Unis à légaliser la grève dans le secteur public.
En 1977, dans l'affaire McBryde Sugar Co. c. Robinson, deux entreprises sucrières se disputent la propriété des eaux du fleuve de Hanapepe. La Cour suprême d'Hawaï opère un revirement de jurisprudence par rapport au principe de propriété privée des eaux de surface, qui avait cours depuis l'époque du Royaume d'Hawaï. La Cour suprême d'Hawaï considère ainsi que les lois d'antan doivent être réinterprétées et que les eaux de surface appartiennent à la puissance publique, l'État d'Hawaï. Les entreprises font appel auprès de la Cour suprême des États-Unis, qui annule l'arrêt de la Cour suprême d'Hawaï et consacre le droit de propriété privée des entreprises sur les eaux de surface d'Hawaï.
L'Assemblée constituante hawaïenne de 1978 (en) entérine de nombreuses mesures de réparation pour les torts historiques subis par les autochtones hawaïens, mais elles sont pour la plupart détricotées dans les deux années suivantes par la Législature.
En 1984, la Cour suprême des États-Unis rend l'arrêt Hawaii Housing Authority c. Midkiff (en) qui confirme la licéité d'un programme foncier hawaïen visant à contrer les monopoles immobiliers en donnant priorité aux locataires pour le rachat d'un logement.

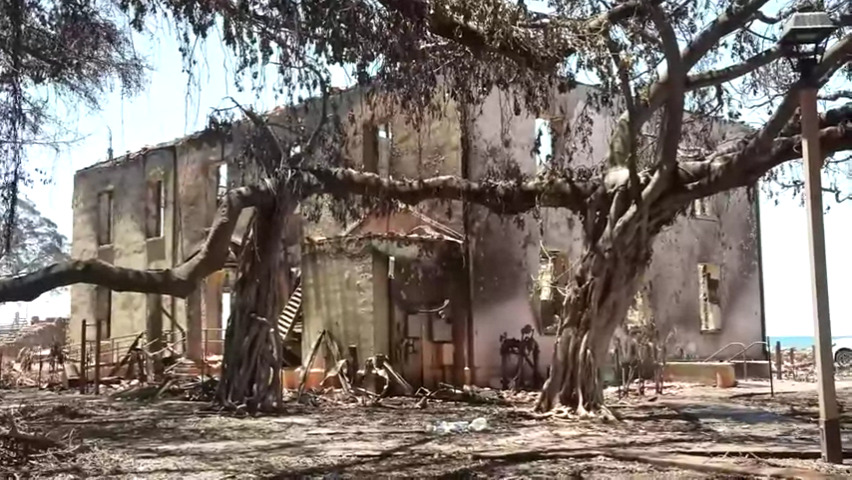
L'ancien tribunal et musée du Lahaina Banyan Court Park est détruit par les feux de forêt de 2023 à Hawaï.

En 1993, dans l'affaire Baehr c. Miike, des activistes tentent de faire légaliser le mariage homosexuel en se fondant sur la Constitution de Hawaï, mais échouent car la Législature passe un amendement exprès. Ce procès attire l'attention au niveau fédéral et entraîne le Defense of Marriage Act, lequel à son tour se retrouve au centre des luttes pour la légalisation du mariage homosexuel aux États-Unis qui finit par être parfaite dans les cinquante États en 2015.
En 2018, l'État d'Hawaï participe à l'affaire Trump c. Hawaii (en) en essayant de faire reconnaître l'anticonstitutionnalité du décret présidentiel 13769 pour discrimination envers les musulmans. La Cour suprême des États-Unis rejette cette plainte.

## Sociologie

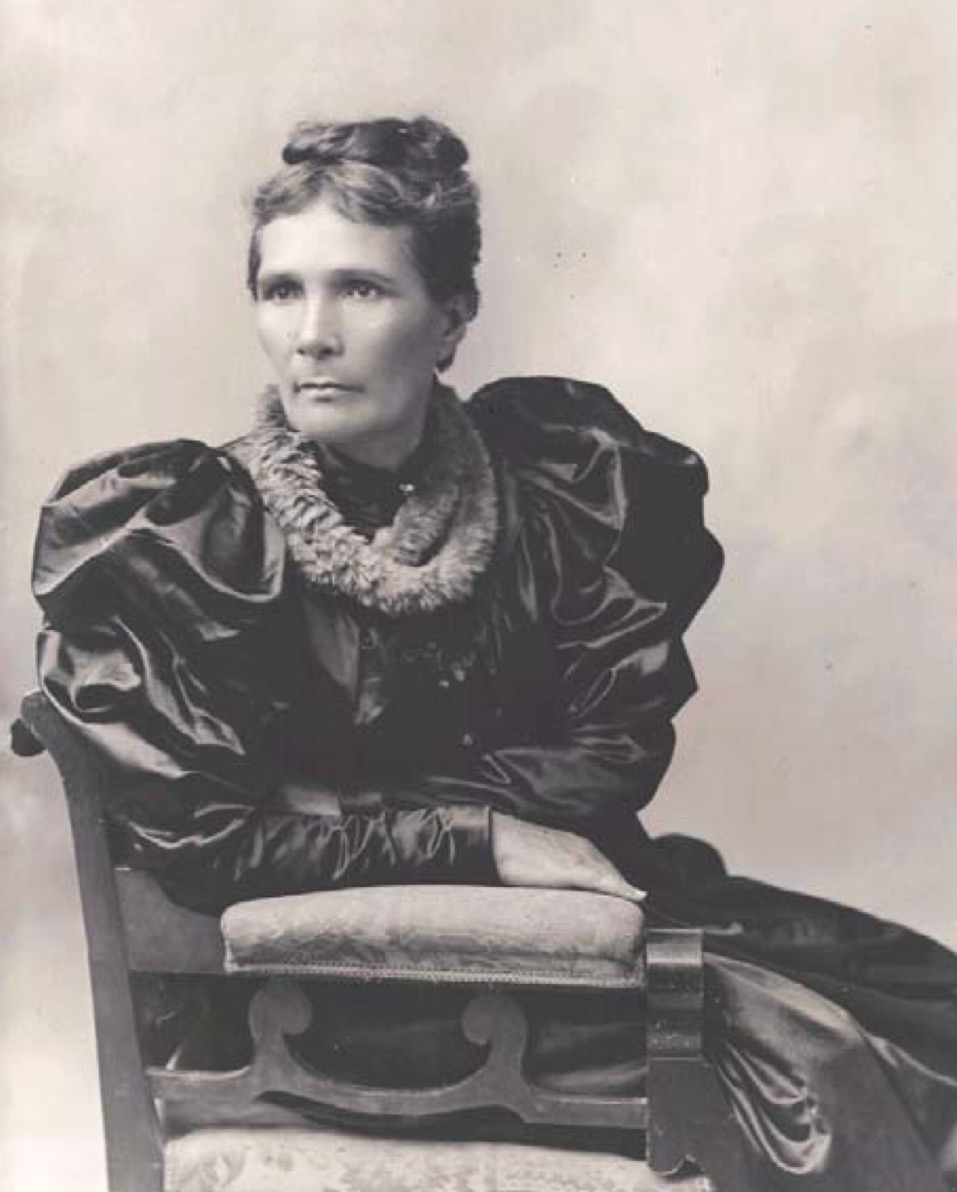
Emma Kaili Metcalf Beckley Nakuina devient la première juge à Hawaï en 1892.

En 2023, 49% des juges à Hawaï sont des femmes.
Les femmes autochtones hawaïennes représentent 21% de la population de l'archipel mais 40% des prisonniers, ce qui selon Toni Bissen est dû à une forme de traumatisme historique (en).
Selon une étude de 2024, les policières hawaïennes ne présentent en moyenne pas de meilleures aptitudes que leurs collègues masculins pour conduire des entrevues avec des victimes de violences sexuelles. La capacité à bien prendre en charge ce type de victime lors des interviews policiers est davantage lié à un ensemble de facteurs dont le nombre de formations sur ce type de prise en charges ainsi que l'éducation sur les mythes entourant les violences sexuelles.

## Droit autochtone
Le rapport entre la culture autochtone hawaïenne et le droit est pensé de nombreuses manières différentes et partiellement contradictoires au sein des débats juridiques et sociaux dans l'archipel. Les Hawaïens autochtones ne disposent pas des droits qui sont reconnus aux Amérindiens aux États-Unis. Au XXe siècle, après le coup d'État et l'annexion américaine, l'activisme autochtone concentre ses arguments juridiques sur la nécessité d'obtenir davantage de droits pour les kānaka maoli, par exemple dans Rice c. Cayetano (en). Cette stratégie se heurte toutefois au cadre politique des États-Unis, qui a contribué à racialiser l'identité hawaïenne et piège ainsi les revendications de droits civiques spéciaux en les caractérisant comme des atteintes à l'égalité raciale inscrite dans le droit fédéral. Face à cette impasse, trois stratégies principales se dégagent:
1. écouter les témoignages autochtones sur l'histoire coloniale,
2. analyser le daltonisme racial au sein du système judiciaire, et
3. faire appel au droit international, particulièrement au droit des peuples autochtones.

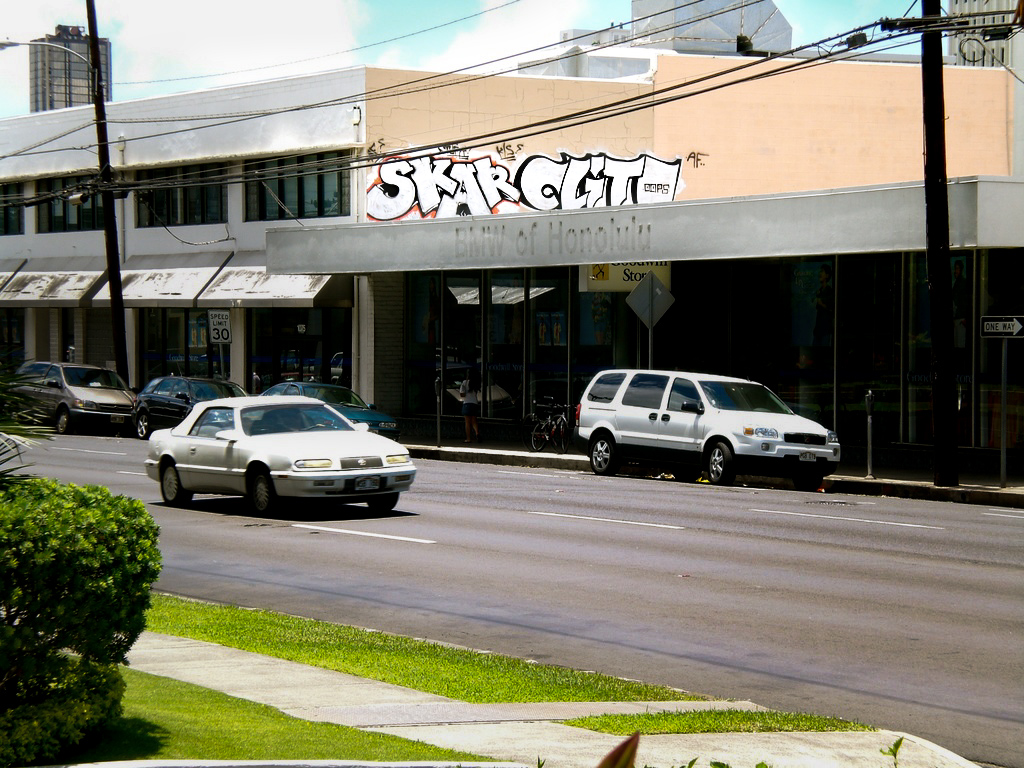
Selon Masahide Kato, les graffitis de Skar et Clito à Honolulu sont une expression de la résistance kanaka maoli et du rejet des lois américaines.

Au XXIe siècle, le focus du mouvement souverainiste se déplace en partie sur la revendication de la culture juridique hawaïenne autochtone propre. Parfois, cette résurgence de concepts juridiques autochtones s'appuie sur les racines du régime hawaïen contemporain dans les lois du Royaume d'Hawaï, par exemple dans le domaine du droit de l'eau. Parfois, l'appel au droit autochtone rejette la culture juridique étatique du Hawaï du XIXe siècle.
La valeur aloha, appartenant à la culture autochtone, est centrale dans la société hawaïenne et est fréquemment invoquée par les acteurs du droit mais aussi par des mouvements politiques contestataires. L'aloha est ainsi largement vu comme normatif dans l'archipel et en même temps sujet à une réinterprétation constante de son sens de « convivialité ». En 2024, l'aloha est notamment invoqué par la Cour suprême de Hawaï dans l'affaire Hawaï c. Wilson (en) pour réitérer l'interdiction de porter des armes en public.
L'ouvrage de référence sur le droit autochtone hawaïen est Native Hawaiian Law de Melody Kapilialoha MacKenzie.

### Droit foncier

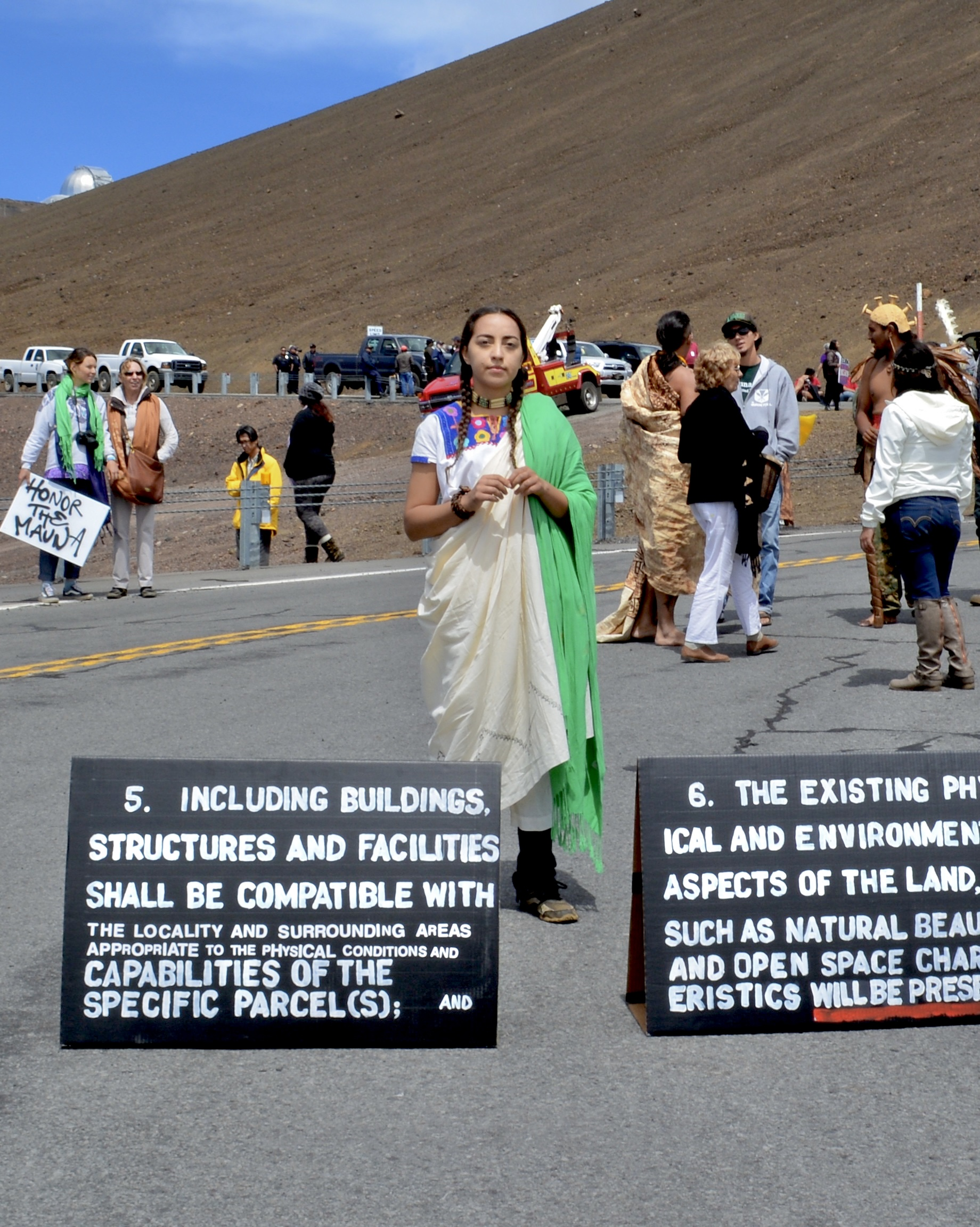
Des manifestants à Mauna Kea montrant des extraits d'un règlement foncier.

Hawaï est l'État des États-Unis qui régule le plus l'usage des terres, à travers son service d'urbanisme la Land Use Commission. De nombreux zonages sont mis en place, notamment pour préserver l'environnement. Les spécificités du droit foncier à Hawaï sont liées aux interférences entre le système de propriété privée introduit lors du Māhele et les droits d'usage collectifs des Hawaïens autochtones. Une des principales manières dont la jurisprudence tente de concilier les deux est en utilisant la doctrine du trust selon laquelle l'État doit intervenir pour garantir la bonne administration de la terre, vue comme un bien commun fiducier appartenant au peuple.
Avant de prendre une décision sur des terres, toutes les administrations et agences publiques hawaïennes sont obligées de publier une analyse ka pa'akai de l'impact potentiel sur les droits collectifs hawaïens,.
Un des plus grands contentieux fonciers à Hawaï est celui de l'observatoire sur Mauna Kea, qui a causé de nombreux procès et a mené en 2022 à une loi introduisant une nouvelle structure juridique pour gouverner ce site. Un autre exemple concerne des terres acquises par Mark Zuckerberg sur Kauai pour un projet immobilier contesté par des ayant-droits autochtones.

### Justice réparatrice

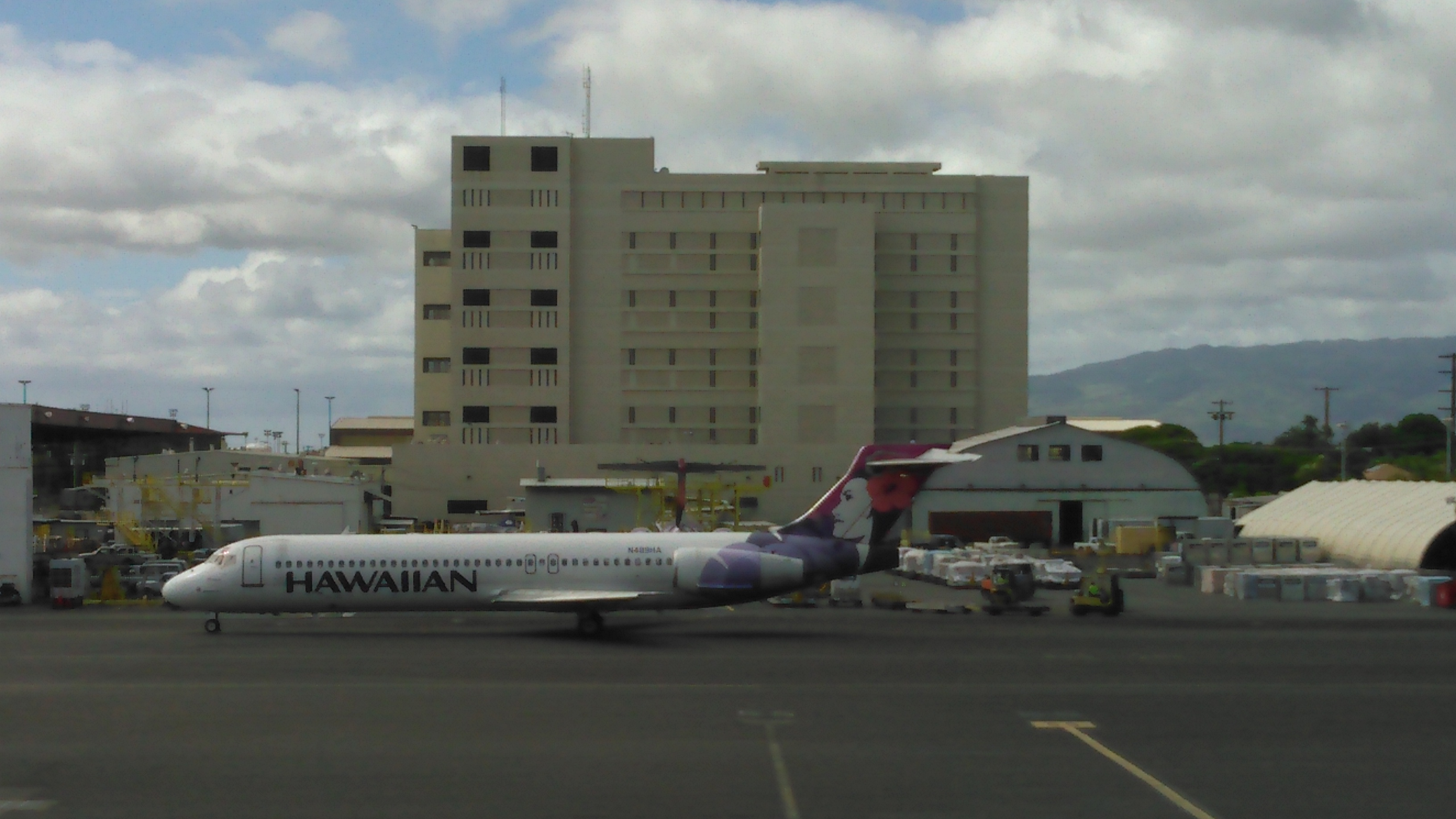
Le centre de détention fédéral d'Honolulu à côté de l'aéroport.

Dans les années 2000, le système judiciaire hawaïen expérimente un programme de justice réparatrice appelé Pono Kaulike. Par la suite, un programme de cercles de guérison appelés huikahi est mis en place.
La pratique traditionnelle hawaïenne du ho'oponopono est un moyen de rétablir de bonnes relations après que des torts aient été commis. Le ho'oponopono est souvent décrit comme une forme de justice réparatrice, mais certains universitaires soulignent l'importance de reconnaître que la tradition hawaïenne est autonome par rapport aux réflexions du courant de la justice réparatrice qui vise avant tout à dépasser le droit pénal à l'européenne.

## Recherche et enseignement

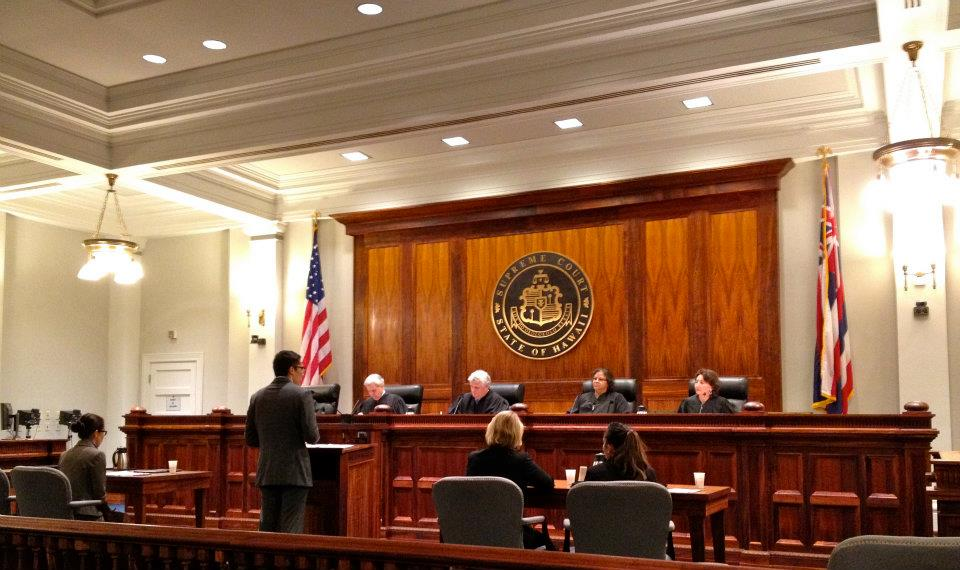
Procès fictif organisé à Hawaï par l'association fédérale des étudiants en droit natifs américains en 2012.

La faculté de droit de l'université d'Hawaï est fondée en 1973 par William S. Richardson (en). Cette école dispose d'une clinique juridique au bénéfice des personnes âgées.